# 碰和
碰和，是中國清朝葉子戲、骨牌的一種玩法。

## 葉子戲
葉子戲的碰和，也可稱碰湖、碰壶，是流傳於中國明末到清朝的傳統牌類遊戲玩法，流行於清朝江浙地區，有種玩法叫十湖。碰和為默和的演變。後人將類似這些玩法的葉子戲叫碰和牌，後衍生出麻將前身之一花將牌。
《紅樓夢》第四十七回，賈母、鳳姐、鴛鴦所玩的就是類似碰和的遊戲。一些地方傳統紙牌玩法類似碰和，也使用120張、150張，有些差別些增加數張百搭牌，如南通長牌。

### 牌具
牌具屬於水滸牌。牌種同默和，但每種四張或五張，共一百二十張或一百五十張。

### 牌規
玩法細節不詳，但已具有麻將的碰、槓牌規則。四到六位玩家各分二十張，其餘為公共牌堆。也有記載是四人遊戲，一人輪流當夢家。牌要需要組成六面子為胡牌，每面子為三張同門數字相連的順子，或三張同牌的刻子。碰和因為和牌只需十八張，有兩張閒牌可扣住，遊戲性沒有麻將好。